# Kukkaro (ö i Jämsä)
Kukkaro är en ö i Finland. Den ligger i sjön Päijänne och i kommunen Jämsä i den ekonomiska regionen  Jämsä och landskapet Mellersta Finland, i den södra delen av landet, 180 km norr om huvudstaden Helsingfors. Öns area är 2,58 kvadratkilometer och dess största längd är 2,5 kilometer i sydväst-nordöstlig riktning.  Kukkaro är ganska populär plats för sommarstugor.